# ان‌جی‌سی ۵۸۳۸
ان‌جی‌سی ۵۸۳۸ (انگلیسی: NGC 5838) نام یک کهکشان مارپیچی در صورت فلکی دوشیزه است.